# Авдеев, Юрий Константинович
Ю́рий Константи́нович Авде́ев (25 августа 1918—16 июня 1987) — советский художник, писатель, основатель Государственного литературно-мемориального музея-заповедника А. П. Чехова. Заслуженный работник культуры РСФСР (1973).

## Биография
Окончил Серпуховскую детскую художественную школу, в 1940 году — Орловское художественное училище. В августе 1941 года ушёл добровольцем на фронт; оказался в рядах 3-й Московской коммунистической дивизии. Был разведчиком, связистом, минометчиком, художником в дивизионной газете. Рисовал портреты отличившихся солдат и офицеров.
С фронта Ю. К. Авдеев вернулся осенью 1944 года с тремя тяжёлыми ранениями, результатом которых была почти полная слепота: восстановилось частично только боковое зрение. В 1947 году он был назначен руководить артелью инвалидов, изготовлявшей пуговицы. Однако уже в конце года он стал работать в Серпуховском историко-краеведческом музее.
В 1951 году он пешком по бездорожью добрался до Мелихово, где практически на пустом месте создал ныне знаменитый Государственный музей-заповедник А. П. Чехова.

С 1952 по 1987 год Ю. К. Авдеев был директором музея. Восстановил все строения, которые были при жизни Чехова. Собрал 17 тысяч экспонатов — вещей, документов, рукописей, фотографий, книг писателя, его окружения, его времени. Написал 12 книг о Мелихове и других чеховских местах в Подмосковье. Будучи почти слепым, обладал феноменальной памятью. Помнил наизусть рассказы Чехова, 12 томов его писем. Работал до самой смерти, наступившей в 1987 году. Похоронен у левого придела церкви Рождества Христова в селе Мелихово.
Жена: Любовь Яковлевна Лазаренко.

## Картины
Пейзажи Авдеева привлекают самобытностью, яркой индивидуальностью, свежестью и трепетностью восприятия природы, богатством и сочностью цветовых сочетаний. Для его живописи характерно изображение цветущего иван-чая.

## Книги
- По Чеховским местам Подмосковья / Рисунки художника С. М. Чехова; Пояснительный текст директора Музея-усадьбы А. П. Чехова в Мелихове Ю. К. Авдеева; Переплёт, титул, заставки художника П. Кузаняна. — М.: Московский рабочий, 1959. — 112 с. — 15 000 экз. (в пер.)
- Авдеев Ю. К. В Чеховском Мелихове. — М.: Московский рабочий, 1968. — 112 с.
- Музей-усадьба А. П. Чехова в Мелихове: Путеводитель / Составитель Ю. К. Авдеев.